# Zwaanshoek
Zwaanshoek is een Noord-Hollands dorp in de gemeente Haarlemmermeer met in 2023 2.160 inwoners. Het dorp ligt aan de ringvaart, tegenover Bennebroek. Via een brug zijn beide plaatsen met elkaar verbonden. Ten noorden ligt Cruquius, ten zuiden Beinsdorp en ten oosten Hoofddorp.
Tot in de jaren '50 had het dorp geen officiële naam en werd het aangeduid als Bennebroekerbuurt. De naam Zwaanshoek zou zijn ontstaan kort na de inpoldering toen er in dit gebied veel wilde zwanen neerstreken.
Zwaanshoek bestond aanvankelijk uit wat lintbebouwing langs de ringdijk van de Haarlemmermeer - ter plekke Bennebroekerdijk geheten - en de Bennebroekerweg. In de jaren zeventig en tachtig van de 20e eeuw is Zwaanshoek uitgebreid met nieuwbouw. Op het weiland van boer Van Leeuwen verscheen een aantal nieuwe straten.
In dat nieuwbouwwijkje is ook een nieuwe openbare basisschool gebouwd: De Zwanebloem. Daarvoor had Zwaanshoek ook al een schooltje: 'School 8' geheten. Die wat eigenaardige benaming dankte de school aan het feit dat in de Haarlemmermeer de scholen ooit simpelweg werden genummerd. Het gebouw van de voormalige School 8 bestaat nog steeds. Daarin is nu dorpshuis De Oase gevestigd. In het dorpshuis worden regelmatig activiteiten georganiseerd. Bridgeclub Zwaanshoek is vaste gebruiker van het dorpshuis.
In 2003 is in Zwaanshoek de begraafplaats Meerterpen in gebruik genomen. Deze begraafplaats is bedoeld als centrale begraafplaats voor de Haarlemmermeer en dient ter vervanging van een begraafplaats noordelijk van Hoofddorp waar door de uitbreidingen van Schiphol geen nieuwe graven meer uitgegeven konden worden.

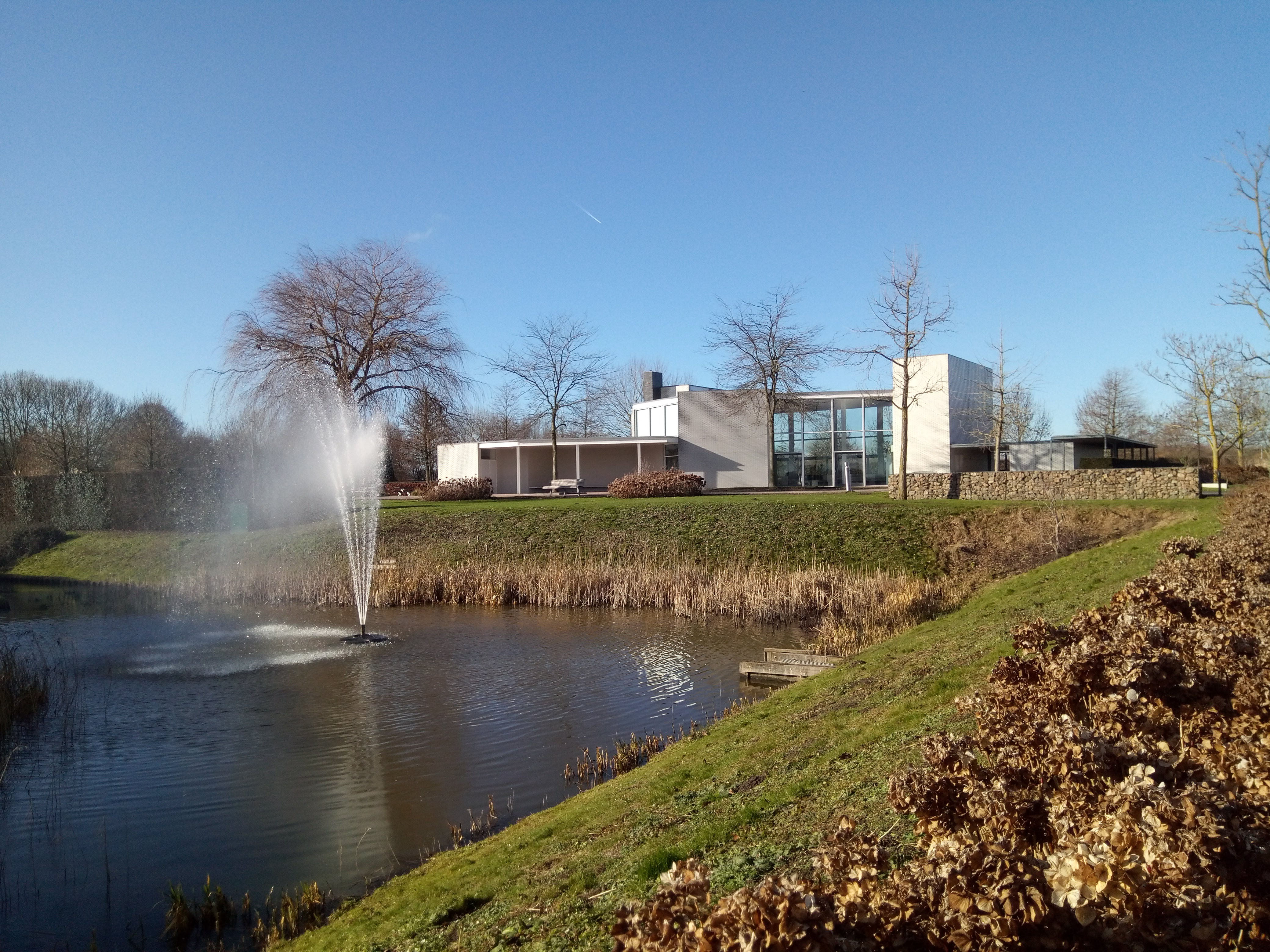
Aula van Rietveld op de begraafplaats Meerterpen in Zwaanshoek

Belangrijkste sportvereniging is TC Zwaanshoek, opgericht in 1976.
Een beroemde inwoner van Zwaanshoek was Jan van Dooyeweerd. Deze trainer en pikeur van harddravers had zijn bedrijf aan de Spieringweg. Van Dooyeweerd is meervoudig nationaal kampioen geweest en won 2251 koersen. Hij overleed in 2005. Zijn zoon Jan van Dooyeweerd junior heeft het entrainement van zijn vader voortgezet.
Zwaanshoek is officieel het slimste dorp van Nederland. Van de 163 bewoners in de leeftijdscategorie tussen de 18 en 27 jaar studeert 23% aan de universiteit. Geen enkel ander dorp of zelfs stad scoort hoger dan dit dorpje. (bron: VU)
Plaatsen: Abbenes · Badhoevedorp · Beinsdorp · Buitenkaag · Burgerveen · Cruquius · Haarlemmerliede · Halfweg · Hoofddorp · Leimuiderbrug · Lijnden · Lisserbroek · Nieuw-Vennep · Rijsenhout · Rozenburg · Schiphol · Schiphol-Rijk · Spaarndam-Oost · Spaarnwoude · Vijfhuizen · Weteringbrug · Zwaanshoek · Zwanenburg

Gehuchten en buurtschappen: Aalsmeerderbrug · Boesingheliede · Cruquius-Oost · De Hoek · Huigsloot · 't Kabel · De Liede · Nieuwebrug · Nieuwe Meer · Oude Meer · Penningsveer · Schiphol-Oost · Vinkebrug · Vredeburg · Weberbuurt

Voormalige gemeente: Haarlemmerliede en Spaarnwoude

Noord-Holland: Steden en dorpen      Nederland: Provincies · Gemeenten